# 罗德兹站
罗德兹站是法国的一个铁路车站，位于法国南部城市，阿韦龙省的省会罗德兹。

## 位置
罗德兹站位于罗德兹市区的北部，距离市中心大约1公里。车站大致呈东西走向，开口朝南。车站东侧为长途汽车上下车点和停车场。
罗德兹站是一个区域性的铁路枢纽，有三条铁路在此交汇，分别可前往布里夫拉盖亚尔德、塞维拉克勒沙托和图卢兹方向。该站每天晚上还有直达前往巴黎奥斯特里茨站的夜班列车。

## 停靠线路
以下列车线路在罗德兹站停靠：
| 罗德兹站列车线路表      |                    |              |                 |              |
| 线路                    | 车种               | 上一站       | 下一站          | 大致运行频率 |
| 巴黎—罗德兹/阿勒比      | INTERCITÉS de nuit | 圣克里斯托弗 | （终点）/卡尔莫 | 每天1趟      |
| 布里夫拉盖亚尔德—罗德兹 | 法国大区列车       | 圣克里斯托弗 | （终点）        | 每天6趟左右  |
| 罗德兹—米约             | 法国大区列车       | （起点）     | 莱萨克          | 每天3趟左右  |
| 罗德兹—图卢兹           | 法国大区列车       | （起点）     | 吕克普里莫布    | 每天8趟左右  |
| 1. 2.                   |                    |              |                 |              |

## 配套交通

### 长途汽车
罗德兹站对应的大巴车上下车地点为罗德兹汽车站（Gare routière de Rodez），位于罗德兹站东侧。
| 停靠罗德兹的大巴车 |                                        |                                                                               |
| 上下车地点         | 运营单位                               | 主要目的地                                                                    |
| 罗德兹汽车站       | 南部-比利牛斯城际客运 Car Midi-Pyrénée | 鲁埃格自由城、卡奥尔、蒙托邦                                                  |
| 罗德兹汽车站       | 阿韦龙省城际客运                       | 拉吉奥尔、德卡兹城、圣热涅多勒、圣阿非克、雷基斯塔、里厄佩鲁、诺塞勒          |
| 罗德兹汽车站       | SNCF                                   | 米约 （当某条铁路线施工或罢工时，SNCF可能也会提供途径该线路沿途站点的大巴车） |
| 1. 2. 3.           |                                        |                                                                               |

### 市内交通
| 罗德兹站附近的公交线路 |              |                                                                |
| 公交车站名称           | 位置         | 停靠线路                                                       |
| Gare SNCF              | 罗德兹站正门 | - 周一至六：C线、D线、F线和S线（夜班线） - 周日及节假日：Dim线 |

### 社会车辆
罗德兹站正门设有停车场。同时罗德兹站也设有出租车站点。

## 临近车站
| 罗德兹站（Gare de Rodez）         |                            |          |
| 上行车站                          | 线路                       | 下行车站 |
| 圣克里斯托弗站                    | 卡普德纳克－罗德兹铁路     | （终点） |
| 吕克普里莫布站                    | 卡斯泰勒诺达理－罗德兹铁路 | （终点） |
| 莱萨克站                          | 塞维拉克－罗德兹铁路       | （终点） |
| - 本表仅显示运营中的线路及车站 1. |                            |          |